# Grimoald Ier
Pour les articles homonymes, voir Grimoald Ier.
Grimoald Ier est un noble franc de la famille des Pépinides, fils de Pépin l'Ancien et d'Itte Idoberge, né vers 615 et tué en 657. Il est maire du palais d'Austrasie de 640 à 657.

## Biographie
En 639, à la mort du roi Dagobert Ier, Pépin l'Ancien redevient maire du palais d'Austrasie sur la demande du roi d'Austrasie Sigebert III. La première mission que lui confie le nouveau roi est de se rendre à Compiègne pour récupérer la part du trésor royal, détenu par la reine mère, qui revient à l'Austrasie. Pépin l'Ancien s'acquitte de la mission, mais meurt peu après son retour, en 640.
Grimoald, devenu le chef du lignage pépinide, tente de succéder alors à son père, mais cette succession lui est contestée par Otton, le précepteur de Sigebert, qui devient alors maire du palais. Grimoald est cependant à la tête de nombreux domaines depuis la Frise jusqu'à l'Austrasie.
Peu après, Radulf, que Dagobert Ier avait nommé duc de Thuringe en 633, se révolte contre le roi d'Austrasie. Sigebert III, accompagné de Grimoald et du duc Adalgisel, part en expédition contre Radulf, mais son armée est écrasée et il doit reconnaître l'indépendance de la Thuringe. Au cours de la défaite, le roi est sauvé par Grimoald et, pour sceller leur amitié, le roi fait assassiner Otton par le duc d'Alémanie Leutharius pour confier la mairie du palais à Grimoald.
Afin d'accroître son pouvoir, Grimoald consacre une partie de ses biens à fonder des monastères et à y placer des parents et des proches, afin de se ménager un clergé favorable. C'est ainsi que Didier, évêque de Cahors le qualifie en 643 de rector regni (« gouverneur du royaume »).
Selon l'auteur du Liber Historiae Francorum, en 652, désespérant de ne pas avoir d'enfant, Sigebert III accepte d'adopter comme successeur un fils de Grimoald qu'il rebaptise Childebert. Mais la reine, Chimnechilde, met ensuite au monde un fils qui est nommé Dagobert et Sigebert confie l'éducation de Dagobert à Grimoald. À la mort de Sigebert, Grimoald fait tondre Dagobert et le confie à Didon, évêque de Poitiers, qui envoie le jeune prince en Irlande. Childebert l'Adopté monte alors sur le trône austrasien,. Mais Clovis II, roi de Neustrie, et son maire du palais Erchinoald refusent d'accepter l'usurpation, attirent le père et le fils en Neustrie et les font arrêter et décapiter.
Ces évènements constituent une histoire encore admise par la majorité des historiens, mais en 1987 l'historien Richard Gerberding en souligne quelques invraisemblances : il paraît curieux qu'en 652, c'est-à-dire âgé de 22 ans, le roi craigne de ne pas pouvoir avoir d'enfant. Ensuite, il est étonnant qu'aucun des grands du royaume d'Austrasie ne se soit prononcé en faveur de Dagobert II à la mort de Sigebert III, ce qui leur aurait permis de se débarrasser de Grimoald et d'accéder au pouvoir. De plus, Grimoald et Childebert n'ont pas été tués en même temps, mais leur mort est espacée de cinq ans. L'historien Matthias Becher a depuis analysé cette période et constaté qu'aucun document contemporain ne conteste la qualité de mérovingien à Childebert. Ce n'est qu'un siècle plus tard que le Liber..  relate cette histoire et cent cinquante ans plus tard, sous le règne de Charlemagne, que l'on voit dans les chartes les formules Childebertus adoptivus filius Grimoald(i) (= « Childebert fils adoptif de Grimoald ») ou Childebertus i(d est) adoptivus Grimoaldus (= « Childebert c'est-à-dire l'adoptif de Grimoald »).
Il faudrait plutôt considérer que Childebert soit plutôt un fils de Sigebert III lequel, craignant l'ambition de son frère Clovis II après sa mort, confia son fils à Grimoald afin de le protéger. Pour une raison inconnue, Grimoald fait tondre et exiler Dagobert II et monter Childebert sur le trône. Il est tué ou exécuté peu après.

## Mariage et enfants
Le nom de l'épouse de Grimoald reste inconnu. Grimoald a eu comme enfants :
- Childebert III l'Adopté († 662) roi d'Austrasie, dont on ne sait s'il est un fils légitime ou adoptif de Grimoald[15] ;
- Vulfetrude († 669) abbesse de Nivelles à la mort de sa tante Gertrude.

## Généalogie
|                                                 |                                                 |                                                 |                                                 |                                                 |                                                 |                                           |                                           |                                           |                                           |                                         |                                         |                                            |                                            |                                            |                                            |                                            |                                            |                                        |                                        |                                        |                                        |                                        |                                        |                                      |                                      |  |  |  |  |  |  |  |  |  |  |  |  |  |  |  |  |  |  |  |  |
|                                                 |                                                 |                                                 |                                                 |                                                 |                                                 | Pépin de Landen († 640) maire du palais   | Pépin de Landen († 640) maire du palais   | Pépin de Landen († 640) maire du palais   | Pépin de Landen († 640) maire du palais   | Pépin de Landen († 640) maire du palais | Pépin de Landen († 640) maire du palais |                                            |                                            |                                            |                                            |                                            |                                            | Itte Idoberge († 652) abbesse Nivelles | Itte Idoberge († 652) abbesse Nivelles | Itte Idoberge († 652) abbesse Nivelles | Itte Idoberge († 652) abbesse Nivelles | Itte Idoberge († 652) abbesse Nivelles | Itte Idoberge († 652) abbesse Nivelles |                                      |                                      |  |  |  |  |  |  |  |  |  |  |  |  |  |  |  |  |  |  |  |  |
|                                                 |                                                 |                                                 |                                                 |                                                 |                                                 | Pépin de Landen († 640) maire du palais   | Pépin de Landen († 640) maire du palais   | Pépin de Landen († 640) maire du palais   | Pépin de Landen († 640) maire du palais   | Pépin de Landen († 640) maire du palais | Pépin de Landen († 640) maire du palais |                                            |                                            |                                            |                                            |                                            |                                            | Itte Idoberge († 652) abbesse Nivelles | Itte Idoberge († 652) abbesse Nivelles | Itte Idoberge († 652) abbesse Nivelles | Itte Idoberge († 652) abbesse Nivelles | Itte Idoberge († 652) abbesse Nivelles | Itte Idoberge († 652) abbesse Nivelles |                                      |                                      |  |  |  |  |  |  |  |  |  |  |  |  |  |  |  |  |  |  |  |  |
|                                                 |                                                 |                                                 |                                                 |                                                 |                                                 |                                           |                                           |                                           |                                           |                                         |                                         |                                            |                                            |                                            |                                            |                                            |                                            |                                        |                                        |                                        |                                        |                                        |                                        |                                      |                                      |  |  |  |  |  |  |  |  |  |  |  |  |  |  |  |  |  |  |  |  |
|                                                 |                                                 |                                                 |                                                 |                                                 |                                                 |                                           |                                           |                                           |                                           |                                         |                                         |                                            |                                            |                                            |                                            |                                            |                                            |                                        |                                        |                                        |                                        |                                        |                                        |                                      |                                      |  |  |  |  |  |  |  |  |  |  |  |  |  |  |  |  |  |  |  |  |
|                                                 |                                                 |                                                 |                                                 | Grimoald (° v. 615 † 657) maire du palais       | Grimoald (° v. 615 † 657) maire du palais       | Grimoald (° v. 615 † 657) maire du palais | Grimoald (° v. 615 † 657) maire du palais | Grimoald (° v. 615 † 657) maire du palais | Grimoald (° v. 615 † 657) maire du palais |                                         |                                         | Gertrude (° v. 625 † 659) abbesse Nivelles | Gertrude (° v. 625 † 659) abbesse Nivelles | Gertrude (° v. 625 † 659) abbesse Nivelles | Gertrude (° v. 625 † 659) abbesse Nivelles | Gertrude (° v. 625 † 659) abbesse Nivelles | Gertrude (° v. 625 † 659) abbesse Nivelles |                                        |                                        | Begga († 693) x Ansegisel domestique   | Begga († 693) x Ansegisel domestique   | Begga († 693) x Ansegisel domestique   | Begga († 693) x Ansegisel domestique   | Begga († 693) x Ansegisel domestique | Begga († 693) x Ansegisel domestique |  |  |  |  |  |  |  |  |  |  |  |  |  |  |  |  |  |  |  |  |
|                                                 |                                                 |                                                 |                                                 | Grimoald (° v. 615 † 657) maire du palais       | Grimoald (° v. 615 † 657) maire du palais       | Grimoald (° v. 615 † 657) maire du palais | Grimoald (° v. 615 † 657) maire du palais | Grimoald (° v. 615 † 657) maire du palais | Grimoald (° v. 615 † 657) maire du palais |                                         |                                         | Gertrude (° v. 625 † 659) abbesse Nivelles | Gertrude (° v. 625 † 659) abbesse Nivelles | Gertrude (° v. 625 † 659) abbesse Nivelles | Gertrude (° v. 625 † 659) abbesse Nivelles | Gertrude (° v. 625 † 659) abbesse Nivelles | Gertrude (° v. 625 † 659) abbesse Nivelles |                                        |                                        | Begga († 693) x Ansegisel domestique   | Begga († 693) x Ansegisel domestique   | Begga († 693) x Ansegisel domestique   | Begga († 693) x Ansegisel domestique   | Begga († 693) x Ansegisel domestique | Begga († 693) x Ansegisel domestique |  |  |  |  |  |  |  |  |  |  |  |  |  |  |  |  |  |  |  |  |
|                                                 |                                                 |                                                 |                                                 |                                                 |                                                 |                                           |                                           |                                           |                                           |                                         |                                         |                                            |                                            |                                            |                                            |                                            |                                            |                                        |                                        |                                        |                                        |                                        |                                        |                                      |                                      |  |  |  |  |  |  |  |  |  |  |  |  |  |  |  |  |  |  |  |  |
| Childebert III l'Adopté († 662) roi d'Austrasie | Childebert III l'Adopté († 662) roi d'Austrasie | Childebert III l'Adopté († 662) roi d'Austrasie | Childebert III l'Adopté († 662) roi d'Austrasie | Childebert III l'Adopté († 662) roi d'Austrasie | Childebert III l'Adopté († 662) roi d'Austrasie |                                           |                                           | Vulfetrude († 669) abbesse Nivelles       | Vulfetrude († 669) abbesse Nivelles       | Vulfetrude († 669) abbesse Nivelles     | Vulfetrude († 669) abbesse Nivelles     | Vulfetrude († 669) abbesse Nivelles        | Vulfetrude († 669) abbesse Nivelles        |                                            |                                            |                                            |                                            |                                        |                                        | Carolingiens                           | Carolingiens                           | Carolingiens                           | Carolingiens                           | Carolingiens                         | Carolingiens                         |  |  |  |  |  |  |  |  |  |  |  |  |  |  |  |  |  |  |  |  |

### Inspiration littéraire
- Nathalie Stalmans, La Conjuration des Fainéants : La loi des innocents, Rennes, Terre de brume, 2008, 277 p. (ISBN 978-2-84362-389-9, OCLC 276645181).